# Круча (Жуковский район)
Круча — деревня в Жуковском районе Брянской области, в составе Гришинослободского сельского поселения. 
 Расположена в 2,5 км к северу от деревни Гришина Слобода, на правом берегу Ветьмы. Население — 13 человек (2010).

## История
Упоминается с начала XX века; до 1954 года состояла в Ходиловичском сельсовете, в 1954—1958 гг. — в Гришинослободском, в 1958—2005 гг. в Олсуфьевском сельсовете.
| Годы      | 1926 | 1979 | 1989 | 2002 | 2010 |
| --------- | ---- | ---- | ---- | ---- | ---- |
| Население | 143  | 46   | 23   | 13   | 13   |